# Bahnhof Schnega
Der Bahnhof Schnega (bis zum 1. August 1891 Billerbeck) ist ein Durchgangsbahnhof an der Amerikalinie zwischen Uelzen und Salzwedel. Er befand sich ursprünglich südlich von Schnega im Landkreis Lüchow-Dannenberg außerhalb des Ortes. Der Bahnhof hat das Ortsbild von Schnega allerdings besonders beeinflusst, denn um den Bahnhof herum ist ein neuer Ortsteil Schnega-Bahnhof entstanden. Gegenwärtig halten die auf der Bahnstrecke verkehrenden Regionalbahnen und Regionalexpress-Züge zwischen Uelzen und Stendal. Fernverkehrszüge durchfahren Schnega ohne Verkehrshalt.
Daneben ist der Bahnhof Schnega, der zu den wenigen nach der deutschen Wiedervereinigung wieder errichteten Stationen gehört, ein Zugkreuzungsbahnhof an der eingleisigen Strecke. Während der Castor-Transporte nach Gorleben war es der einzige Bahnhof im Landkreis, der angefahren wurde, da die Strecke Lüneburg – Dannenberg in dieser Zeit gesperrt war.
Gleis 1 liegt auf der Südseite und Gleis 2 auf der Nordseite des Bahnhofs. Um von einem Bahnsteig zum anderen zu gelangen, muss man das Bahnhofsgelände verlassen und etwa 350 Meter zurücklegen. Die Fahrtrichtung eines Zuges lässt keinen Rückschluss darauf zu, an welchem Gleis der Zug hält. Zurzeit halten die Züge jedoch ausschließlich auf dem Gleis 2. Ab dem 1. August 2025 verkehren allerdings keine Regionalzüge auf der Strecke, sodass der Bahnhof Schnega nur per Schienenersatzverkehr (SEV) erreicht werden kann.

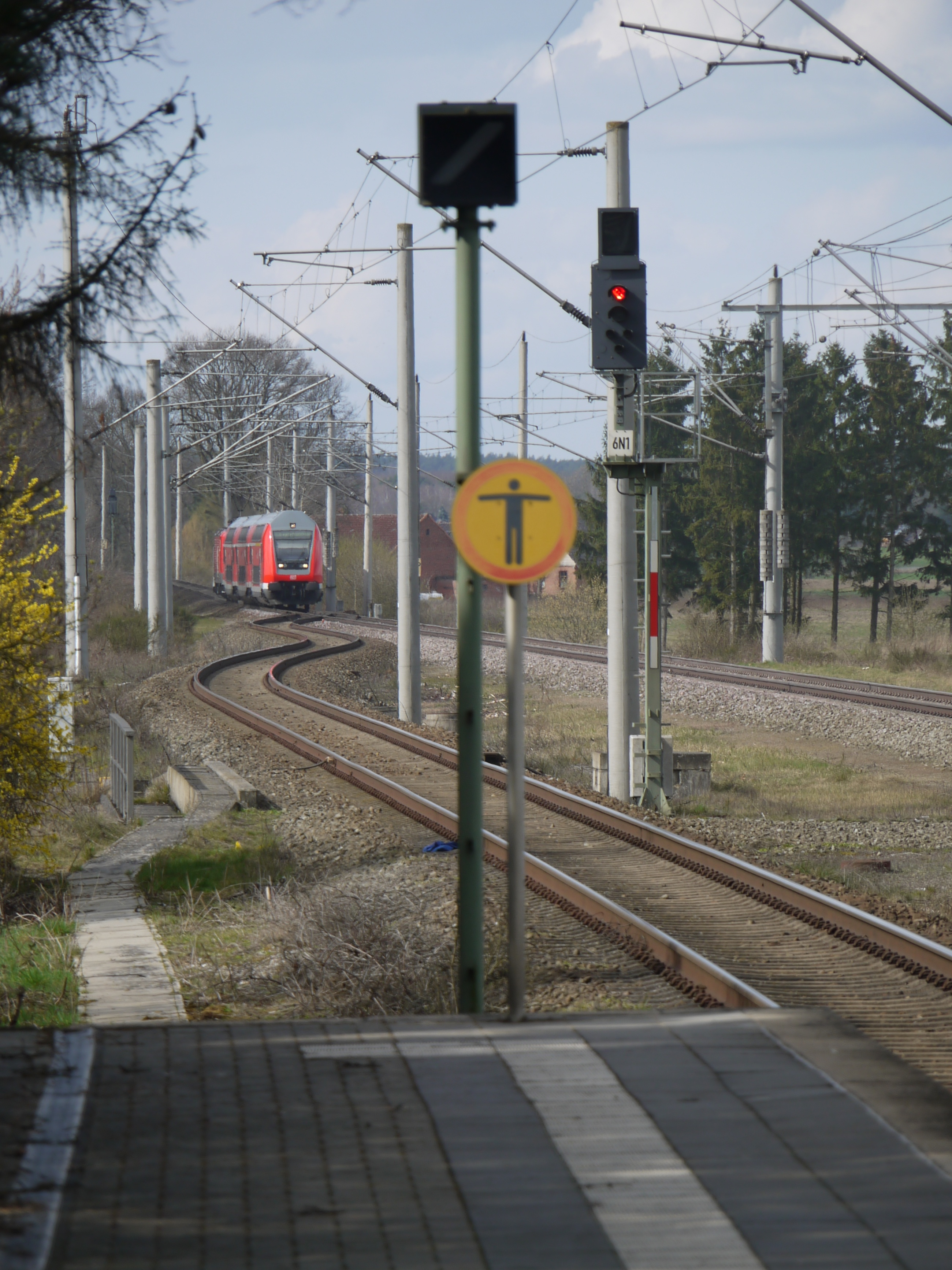
Einfahrt zur Zugkreuzung der eingleisigen Bahnstrecke
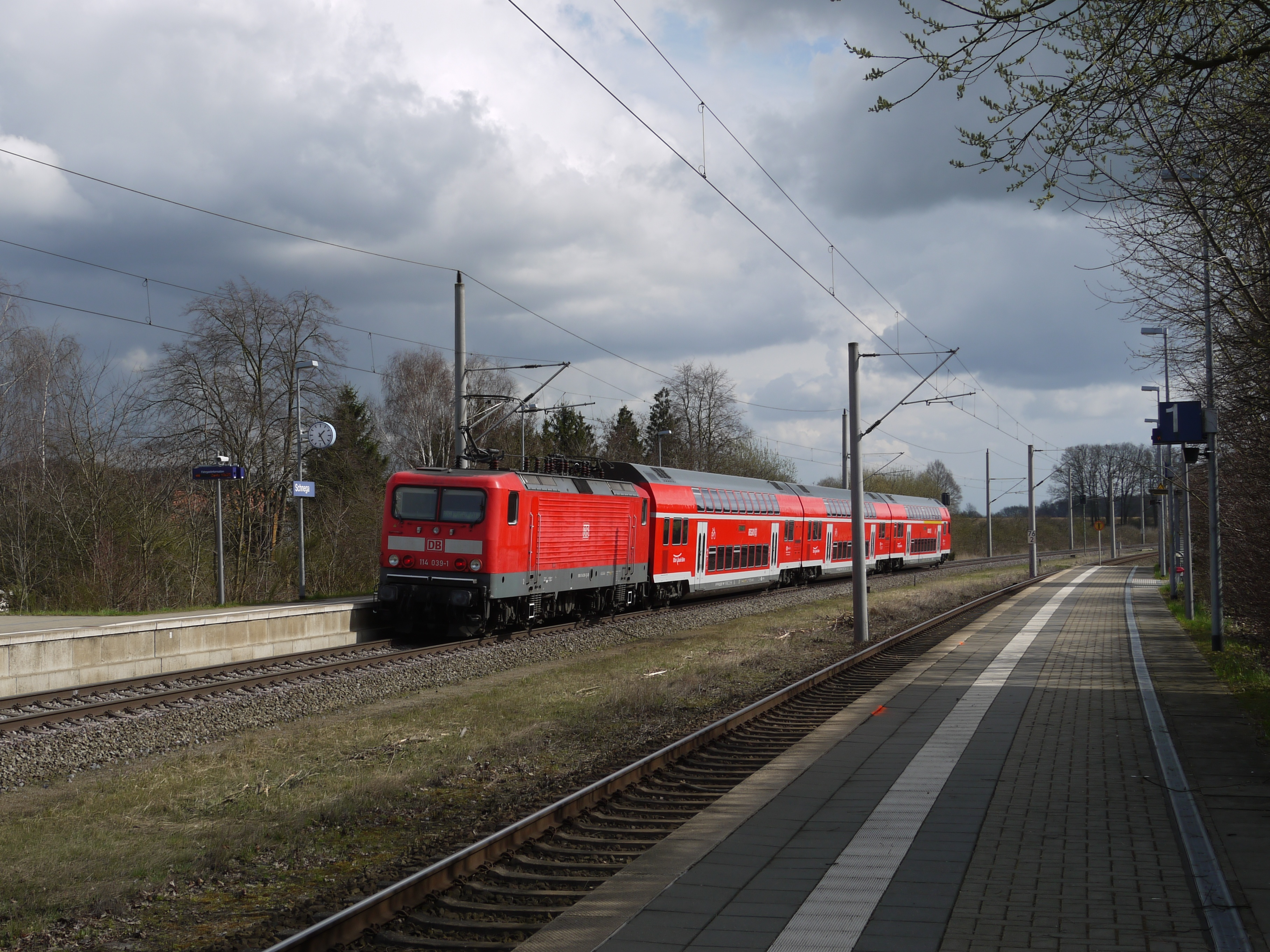
In Richtung Salzwedel ausfahrender Zug